# 以斯雷航空

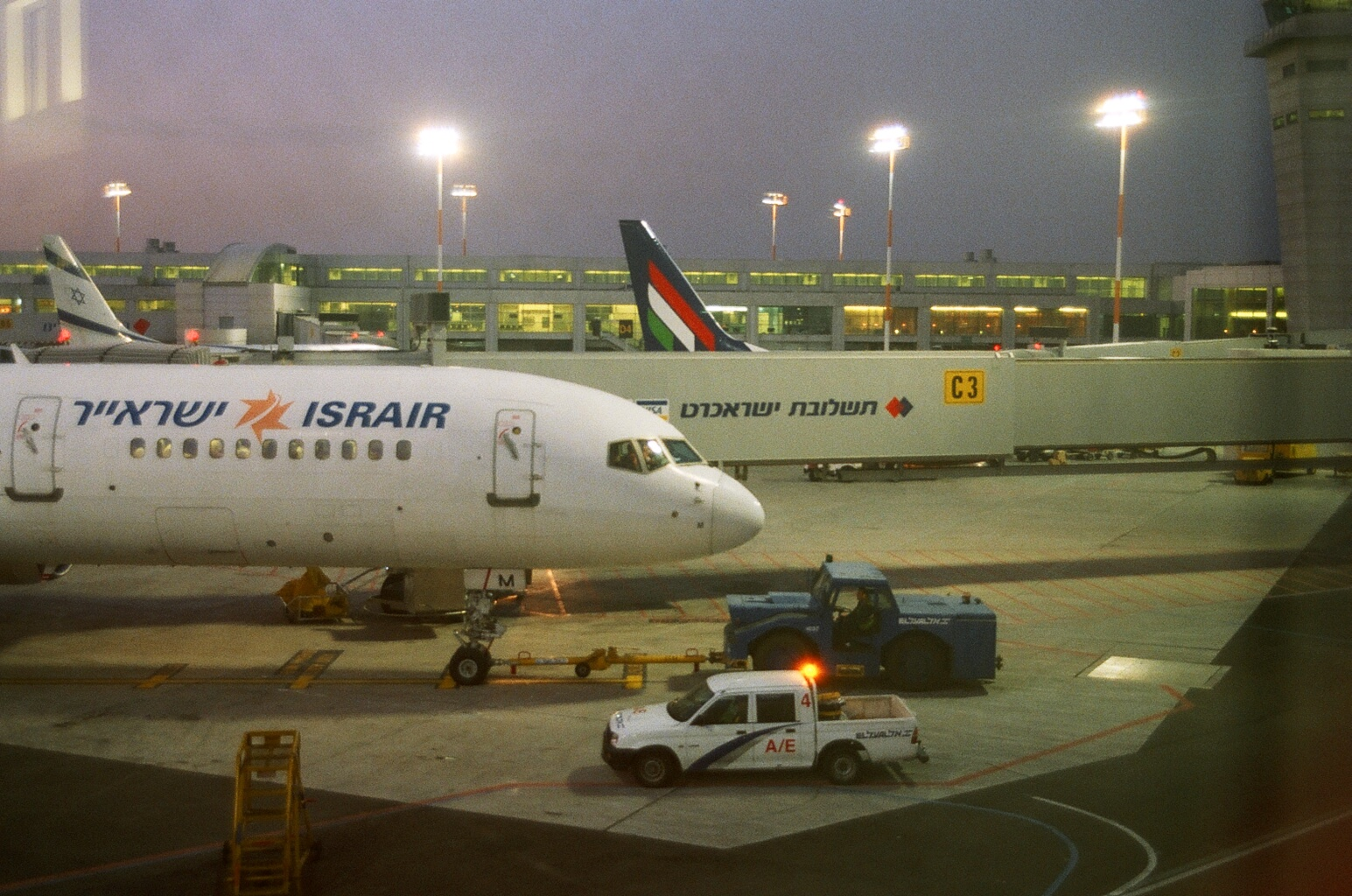
以斯雷航空的B757在本·古里安國際機場

以斯雷航空（希伯來語：‎）是一家以色列航空公司。該公司以特拉維夫本·古里安國際機場及拉蒙機場為基地，以海法機場為樞紐，經營來往北美洲、歐洲和亞洲的國內、國際航班及空中計程車，同時亦會擔運送VIP人員的航班。以斯雷航空擁有大約350名員工，是繼以色列航空的第二大以色列航空公司，並表示會仿傚美國的捷藍航空的方式來營運。

## 歷史
以斯雷航空於1989年成立，原名為Kanfei HaEmek，在1996年才更名為以斯雷航空，目前由甘丹集團擁有。以斯雷航空先以北部的本·古里安國際機場、斯迪·多夫機場、埃拉特機場、奧夫達國際機場和海法機場為起步點，先營運國內航班；1999年開始執行國際包機航班，建立一個新的航線網絡，執行前往北美洲、非洲、歐洲和亞洲的航班。
2004年6月以斯雷航空開始提供前往紐約的航班，意味著以斯雷航空開始發展橫大西洋航線，此紐約航線在2008年9月13日終止了。2006年5月1日取得美國聯邦航空局的許可證，可以經營來往美國的定期航班。因為燃油貪格持續高漲及美元疲弱導致客量不理想，使該服務至2008年9月便終止了。
2007年初，以斯雷航空宣佈計劃在機上引入「空中摩西五經」，以便猶太乘客能在機上祈禱。這是首家以色列航空公司在機上做這樣的事情，目的是為了吸引猶太教教徒乘搭，向對手以色列航空宣示不滿其在安息日飛行。2007年末，有乘客控告以斯雷航空所提供的伸腳空間與所宣稱的有誤。
2008年初，受到以色列航空的航點限制解除後，以斯雷航空立即申請經營倫敦、巴黎、柏林、莫斯科、阿姆斯特丹、羅馬、布達佩斯、拉斯維加斯和邁阿密，當中有些航線目前已經是非定期航班。
2011年7月初，以斯雷航空收到了已訂購的兩架ATR 72飛機的其中一架，用以替換ATR 42，而另一架則預計將在當月晚些時候收貨。
2014年，該公司公佈虧損額度為1840萬謝克爾。2015年5月25日，因葡萄牙歐洲大西洋航空與之簽下的2008年租賃合同中存在未償債務等糾紛，該公司的一架空中客車A320-200飛機在里斯本被葡國當局所扣押。
2015年5月，以色列航空確認正在就將其子公司Sun D'Or併入以斯雷航空進行談判。當Sun D'Or公司被解散後，以色列航空將獲得以斯雷航空的股份。
2020年10月，該公司已進入拍賣程序，投標需要在11月8日之前提交。10月4日，第一個投標由Rami Levy和Shalom Haim通過BGI Investments負責提交。10月13日，由Naum Koen領導、總部位於杜拜的NY Koen Group也宣佈有意參加拍賣。

## 目的地
以斯雷航空的航點如下：
以色列
- 埃拉特 （埃拉特機場）
- 海法 （海法機場）
- 特拉維夫
  - （本·古里安國際機場) 基地
  - （斯迪·多夫機場) 基地

歐洲
- 法國
  - 巴黎 （戴高樂國際機場）
  - 尼斯 （藍色海岸國際機場）
- 德國
  - 柏林 （柏林-舍訥費爾德國際機場）
  - 慕尼黑 （慕尼黑國際機場）
  - 斯圖加特 （斯圖加特機場）
  - 科隆 （科隆-波恩機場）
- 意大利
  - 米蘭 （馬爾彭薩國際機場）
  - 羅馬 （李奧納多·達文西機場）
  - 維羅納 （維羅納機場）
- 荷蘭
  - 阿姆斯特丹 （史基浦機場）
- 俄羅斯
  - 莫斯科 （舍列梅季耶夫國際機場）
- 瑞典
  - 斯德哥爾摩 （阿蘭達機場）
- 英國
  - 倫敦 （伦敦斯坦斯特德机场）

泰國
- 曼谷 （新曼谷國際機場） 季節性
- 普吉 （普吉國際機場）季節性

## 機隊
截至2015年5月以斯雷航空機隊如下：
2006年以斯雷航空取得紐約航權後，立刻與波音和空中巴士兩家公司商討添設新飛機以取代現有機隊，可能的機型包括波音787，最後與空中巴士簽定合同，添購A320飛機。該公司也因此成為以色列首家引入空中巴士飛機的航空公司，被認為是以色列航空史上的一個里程碑。2008年4月以斯雷航空取得首架A330後，以取代濕租回來的波音767執行紐約航班
。

## 重大意外
- 2001年6月，一架ATR42在本·古里安國際機場降落時硬著陸導致飛機需要維修，事件中無人受傷，最後飛機被除役[25] 。

- 2005年7月6日，一架滿載的波音767在紐約甘迺迪國際機場突然自行移動，與一架在跑道上的DC-8貨機十分接近，最後DC-8使用起飛推力才避免相撞，事件中最接近時兩者只隔45呎[26]；機師回報指出DC-8在他們旁邊突然起飛。最後機師和部份高層職員在事件後被革職。

- 2007年5月，一架測試中的以斯雷航空飛機在禁區內差點被以色列空軍的F-16戰隼戰鬥機擊落[27]；同月23日，一架以斯雷航空飛機因為機艙冒煙而在柏林進行緊急降落，事件中無人受傷[28]。

- 2008年7月，一架從埃拉特出發前往特拉維夫的飛機出現一個小破洞，該洞口是在本·古里安國際機場的機械員發現，經調查後發現是由以斯雷航空的職員所導致。該飛機的下一航班是飛往意大利，巡航高度約1萬呎，在此情型下若該破洞未能及時修補，飛機可能出現機艙減壓，甚至爆炸，導致傷亡[29]。